# Papa Stefano II
Stefano II o III secondo una diversa numerazione (Roma, 714/715 – Roma, 26 aprile 757) è stato il 92º papa della Chiesa cattolica dal 26 marzo 752 fino alla sua morte.

## Il papa eletto
Subito dopo la morte di papa Zaccaria, il 22 marzo 752 fu eletto il presbitero Stefano, che morì per un ictus il 26 marzo, quattro giorni dopo l'elezione, senza che fosse stata celebrata la consecratio, motivo per il quale la Chiesa non lo riconosce come pontefice.
Nella successiva immediata elezione fu eletto, nella basilica di Santa Maria ad praesepem, un diacono romano omonimo del precedente, della cui vita prima del pontificato si hanno poche notizie. Il suo casato apparteneva alla nobiltà, la cui dimora, presso la quale venne poi fondata la chiesa di San Silvestro in Capite, si trovava in via Lata, l'asse principale del quartiere aristocratico del Campo Marzio. Rimasto orfano del padre Costantino, morto giovane, Stefano fu cresciuto, insieme al fratello minore Paolo, nel palazzo papale in Laterano saltando gli anni di permanenza, d'uso per quei tempi, in una delle scholae (corporazioni) romane. Successivamente percorse tutte le tappe della carriera ecclesiastica.
Nell'attuale lista ufficiale dei pontefici questo Stefano è indicato come il II con tale nome, ma, sebbene la Chiesa sull'argomento abbia già detto una parola definitiva, in alcuni elenchi tutti i papi di nome Stefano riportano una doppia numerazione; in tal modo, il diacono Stefano, eletto e immediatamente consacrato il 26 marzo 752, è anche indicato come "Papa Stefano II (III)".

## Il pontificato

### Larestitutiodelle terre dell'Esarcato d'Italia

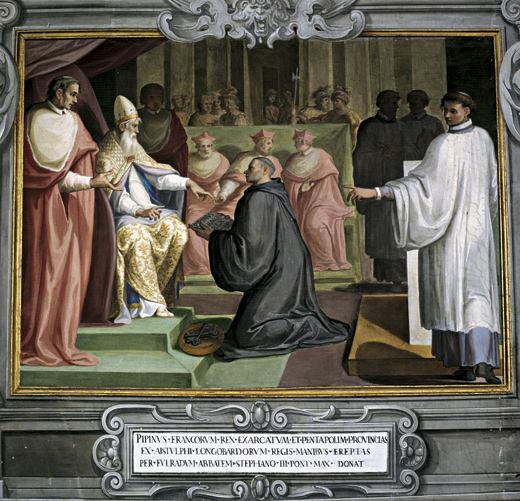
La donazione di Pipino il Breve a papa Stefano II (promissio carisiaca).

L'azione di Stefano II volta a ottenere "restituzione" delle terre ex bizantine dell'Italia centro-settentrionale alla "Santa Chiesa di Dio dell'Impero dei Romani" impegnò gran parte del suo pontificato. Durante il suo pontificato si susseguirono nell'ordine: la promessa di Pipino di restituirgli l'Esarcato (754); la donazione di una striscia di esso, compresa Ravenna, sempre da parte di Pipino, resa esecutiva nell'estate del 756; la promessa di Desiderio di restituirgli le rimanenti città (inizio del 757); la solenne conferma di questa promessa; la consegna infine (marzo 757) del primo lotto di città e territori (Bagnacavallo, Faenza e Ferrara).
Violando la tregua stipulata tra re Liutprando e papa Zaccaria, nel 751 i Longobardi del nuovo re Astolfo avevano conquistato Ravenna, capitale dell'Esarcato bizantino in Italia. Il loro prossimo obiettivo era, evidentemente, Roma. Un'ambasceria guidata dal diacono Paolo, fratello minore del papa, riuscì a rinnovare la tregua ventennale, ma presto Astolfo tornò sulle sue decisioni e pretese da Roma il pagamento di un pesante tributo annuo; a nulla valse una seconda ambasceria. Stefano non poteva contare sull'aiuto di Costantinopoli: alla metà dell'VIII secolo, l'Impero Bizantino era alle prese con la minaccia degli arabi, e le relazioni tra il papato e gli imperatori bizantini della dinastia Isauriana erano molto fredde; l'imperatore Costantino V, tra l'altro, chiedeva la restituzione dei territori bizantini che il re Liutprando aveva conquistato e donato alla Chiesa di Roma (donazione di Sutri). L'imperatore però non ignorò completamente la richiesta del papa e, tramite un suo dignitario, Giovanni (che rivestiva la carica di silentiarius di corte) gli conferì il potere di trattare con il re longobardo: il singolare ruolo del papa, "legato" dell'imperatore come rappresentante delle popolazioni italiche, era comunque il riconoscimento del prestigio, delle capacità diplomatiche, nonché del potere de facto acquisito dal vescovo di Roma (virtualmente vero duca di Roma). Prestigio che Stefano trovò più utile girare a proprio vantaggio. Il papa fece arrivare la richiesta di Costantino V ad Astolfo, ma costui, per tutta risposta, pretese la resa incondizionata di Roma e minacciò di assalire la città. Stefano, nonostante la situazione fosse critica, non affrettò i tempi per la soluzione del problema: tenere il popolo di Roma in un continuo stato d'allarme e di tensione, con processioni e prediche in cui si cercava di demonizzare il re longobardo era una tattica che gli avrebbe consentito di fare le sue successive mosse con la sicurezza di non incontrare seri ostacoli interni.
Nel 752 il predecessore di Stefano, papa Zaccaria, aveva incoraggiato la deposizione dell'ultimo re merovingio, Childerico III, ed aveva approvato l'incoronazione del Maestro di palazzo Pipino il Breve. La Chiesa di Roma si aspettava ora un gesto di riconoscenza. Le circostanze consentirono a Stefano di reclamare la contropartita: all'inizio del 753 inviò in gran segreto al nuovo re dei Franchi una lettera con la richiesta di un incontro. In autunno giunse da Pipino l'invito a recarsi nel suo regno. Stefano partì da Roma il 14 ottobre 753 e, poiché il suo viaggio non poteva passare inosservato, fece tappa a Pavia per incontrare Astolfo. La sosta presso il re longobardo fu un capolavoro di astuzia diplomatica: ufficialmente il passaggio a Pavia era giustificato dalla necessità di ribadire ad Astolfo le richieste del basileus Costantino V in merito alla restituzione dei territori dell'Esarcato d'Italia (di cui Roma faceva parte, inserita nel Ducato romano) strappati ai bizantini. Stefano finse di insistere, ma sapeva perfettamente che avrebbe ottenuto una risposta negativa, e del resto aveva tutto l'interesse a che quei territori (parte dei quali erano amministrati dalla Diocesi di Roma) restassero in mano ai Longobardi. Ma Costantino V era accontentato. Poi presentò al re longobardo il motivo ufficiale del viaggio alla corte di Pipino: era necessario consacrare il re una seconda volta per mettere a tacere alcune rimostranze di oppositori interni. Astolfo, non potendo avere nulla da obiettare, acconsentì che il pontefice attraversasse i suoi territori e lo lasciò passare.
Partito da Pavia il 15 novembre, il 6 gennaio 754 il papa giunse alla residenza di Pipino a Ponthion, scortato nell'ultimo tratto del viaggio dal re in persona. Stefano chiese esplicitamente a re Pipino d'intervenire militarmente in Italia contro i Longobardi. Pipino accolse la richiesta, che fu ratificata da un'assemblea dei nobili a Quierzy. Il re faticò non poco a convincere i nobili franchi, che non avevano alcun interesse diretto e immediato a intraprendere una guerra contro gli alleati Longobardi. Prevalse la linea della fede e della fedeltà a San Pietro. Il documento ufficiale che ne seguì, andato perduto, è conosciuto come Promissio Carisiaca: Pipino il Breve s'impegnò a costringere i Longobardi a restituire le terre dell'Esarcato d'Italia che aveva occupato.
La ricompensa fu l'unzione, il 28 luglio 754, di Pipino, della moglie e dei due figli, Carlo e Carlomanno, il riconoscimento di Pipino quale "re per grazia di Dio", la scomunica per chiunque, non Carolingio, avesse tentato di farsi eleggere re e la nomina di Pipino a patricius Romanorum (protettore di Roma e della cristianità). Alla solenne cerimonia, che si tenne nella Basilica di Saint-Denis, parteciparono anche i due figli di Pipino: Carlo, ancora giovinetto, e il fratello Carlomanno. Essi, come il padre, ricevettero la "cresima dei re" e furono anch'essi insigniti del titolo di patricius Romanorum.

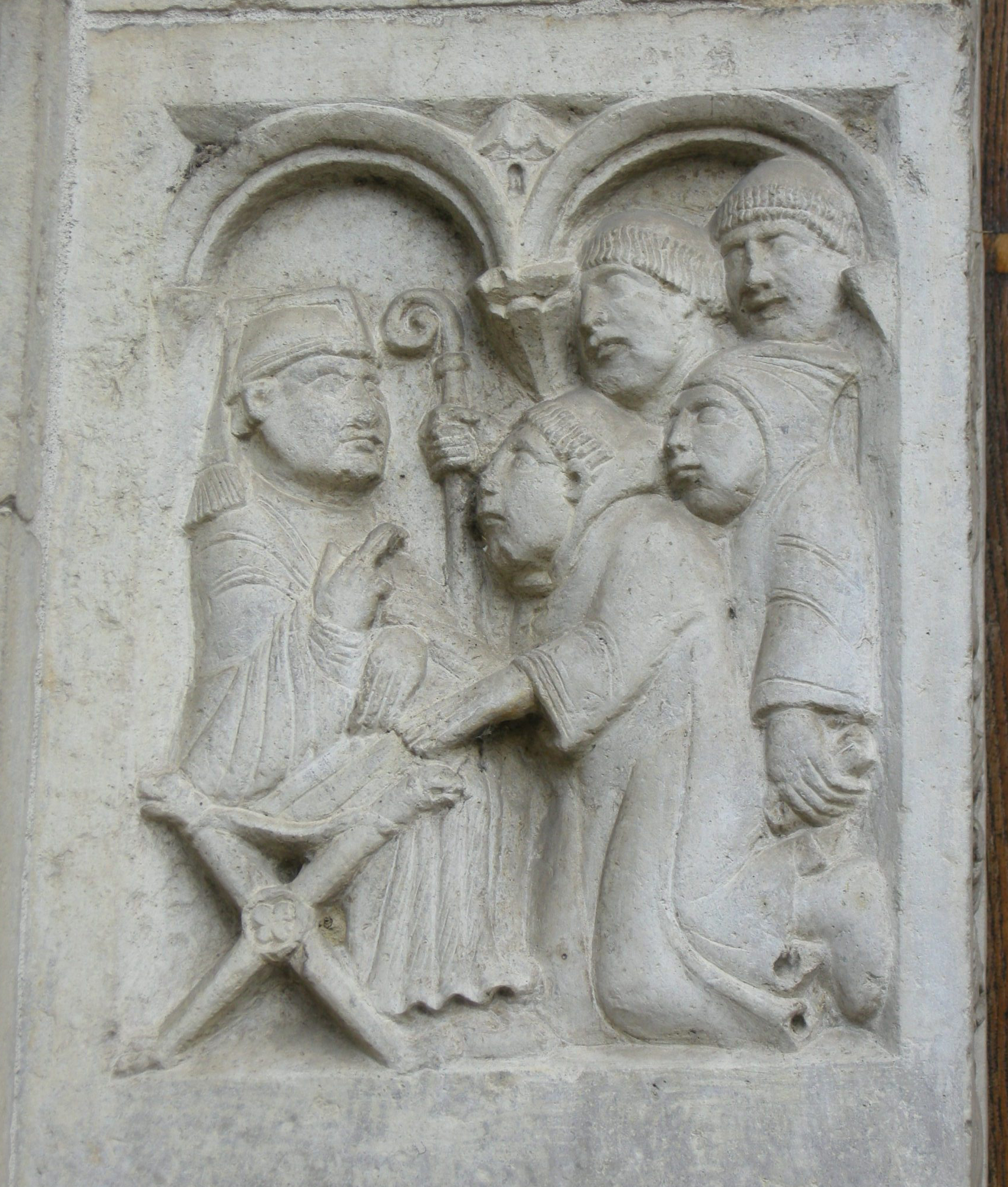
Wiligelmo e seguaci, Stefano II benedice Anselmo, portale dell'Abbazia di Nonantola (XII secolo). Poco dopo il 752 Stefano ricevette a Roma Anselmo del Friuli, che, desideroso di farsi monaco, aveva fondato l'abbazia di Nonantola, presso Modena. Il papa gli donò alcune reliquie di san Silvestro e lo nominò abate di Nonantola.

Nel frattempo Astolfo, che doveva aver sospettato qualcosa, aveva convinto il fratello di Pipino, Carlomanno, che si era ritirato nell'Abbazia di Montecassino, a compiere una missione di pace per far desistere il fratello da eventuali azioni di guerra contro i Longobardi, raccomandandogli il rispetto dell'alleanza. Stefano intervenne immediatamente, prima che Carlomanno potesse rovinare i suoi piani, lo fece arrestare per aver lasciato l'Abbazia di Montecassino senza permesso e lo fece rinchiudere nel monastero di Vienne, dove morì poco dopo.
Pipino tentò con tre diverse ambascerie di convincere Astolfo a riconsegnare i territori. Risultati vani i tentativi, nell'agosto 754 scese in Italia insieme al papa, e a Susa sconfisse il re longobardo, che si rifugiò a Pavia chiedendo la pace, offrendo ostaggi, pagando un tributo e promettendo la restituzione dei territori. Qui le loro strade si divisero: Pipino tornò in Francia, mentre il papa si diresse a Roma accompagnato dall'abate Fulrado di Saint Denis e dal cognato di Pipino, Gerolamo. Astolfo però non aveva alcuna intenzione di mantenere la parola data; appena si sentì libero, nel gennaio 756, intraprese una campagna di riconquista dei territori testé ceduti, spingendosi fino alle porte di Roma e assediandola.
Il papa invocò di nuovo l'aiuto del re franco, che però tardò ad intervenire; il tono della missiva di Stefano era disperato e insieme minaccioso: la lettera veniva presentata come ispirata direttamente da San Pietro, cioè scritta da lui in prima persona per mano del papa; la richiesta era pressante: fermare l'avanzata dei Longobardi con le armi; oltre a San Pietro, che si rivolgeva alla popolazione dei Franchi chiamandoli «figli adottivi» e al popolo romano chiamandolo «confratello», trovavano spazio anche commenti della Vergine Maria e di vari santi, angeli e martiri. La pena per i Franchi, se non avessero liberato Roma dai Longobardi, sarebbe stato l'inferno e la scomunica del loro re. Uno dei concetti alla base della richiesta era che il vicario di Pietro non avrebbe potuto svolgere la sua funzione di guida della cristianità se non avesse potuto godere della libertà di azione territoriale e diplomatica. Finalmente in aprile il re franco si mosse e la sola notizia del suo arrivo convinse Astolfo a togliere l'assedio a Roma e a rientrare a Pavia.
Non appena Stefano ebbe la notizia della morte di Astolfo, volle annunciarlo personalmente inviando una lettera al re di Francia.. Il nuovo re longobardo, Desiderio, salito al trono il 7 marzo 757, forse (secondo gli Annales Regni Francorum) per esplicita volontà di Pipino, preferì una politica di buon vicinato con il papa e anzi gli donò alcune città minori come Bagnacavallo, Faenza e Ferrara. Il bilancio dell'operato di Stefano può essere sintetizzato come segue: oltre a cercare presso i Franchi una garanzia per l’ex ducato di Roma, perseguì con costanza l'obiettivo di annettere a quel nucleo originario di dominio temporale il complesso esarcato-pentapoli. Ebbe successo sul primo punto, fallì nel secondo.

### Governo della Chiesa
Per quanto riguarda il governo della Chiesa, uno degli avvenimenti più importanti di cui Stefano fu protagonista fu il riconoscimento e l'approvazione di Anselmo del Friuli, che, desideroso di farsi monaco, aveva fondato l'abbazia di Nonantola, presso Modena. Il papa, che lo ricevette in Laterano, gli donò alcune reliquie di san Silvestro e lo nominò abate del monastero. 

Di un certo interesse anche la sua attività edilizia, con il restauro della basilica di San Lorenzo e, soprattutto, l'erezione del campanile di San Pietro in Vaticano. Organizzò una vasta rete di hospitalia per pellegrini, i cui proventi costituirono una rilevante entrata per la Chiesa romana.
Stefano morì il 26 aprile 757, e fu sepolto in San Pietro.